# 手越增田之歌
《手越增田之歌》為日本音樂組合－手越增田的第1張音樂專輯。

## 解說
- 發行了普通版、初回限定版兩種版本。
- 初回限定版為24P歌詞本
- 普通版為12P歌詞本
- 「七夕祭典」未收錄其中。

- DVD收錄内容

･「愛的小傘」發售LIVE見面會 2008.06.17
1. 味噌湯
2. 假如我是波吉…
3. 我們的歌
4. 愛的小傘
5. KISS～回家路上的情歌～
6. off shot

・Tegomass in Sweden 2006.11.13-11.16

## 收錄曲

### 初回限定版
1. 味噌湯
2. KISS～回家路上的情歌～
3. 唯一的心願
作詞：PA-NON、作曲：木村篤史、編曲：DANCE☆MAN
4. 通往夏日的門扉
作詞・作曲：桜井秀俊（from 真心Brothers）、編曲：岩田雅之
5. What's Going On?
作詞：MISAKI、作曲：、編曲：村山晋一郎、合音編曲：佐佐木久美
6. 噴嚏
作詞：RYOKa、作曲：泉典孝、編曲：林部直樹
7. 莎唷娜啦我的城市
作詞・作曲・編曲：渡和久（from 風味堂）
8. HIGHWAY
作詞：PA-NON、作曲：伊橋成哉、編曲：船山基紀
9. POWER OF EARTH
作詞：RYOKa、作曲：Ole Jorgen Olsen / Thomas Who、編曲：知野芳彦
10. 四季彩
作詞：板橋カナオ、作曲：上妻宏光、編曲：木村篤史
11. 小小的單戀
作詞：zopp、作曲：、編曲：大坪直樹
東京電視網動畫《新·安琪莉可 Abyss》第2季片尾曲
12. 愛的小傘

### 普通版
1. 味噌湯
2. KISS～回家路上的情歌～
3. 唯一的心願
4. 通往夏日的門扉
5. What's Going On!
6. 噴嚏
7. 莎唷娜啦我的城市
8. HIGHWAY
9. POWER OF EARTH
10. 四季彩
11. 小小的單戀
12. 愛的小傘
13. 雨過天晴
作詞：zopp、作曲・編曲：Shusui / Fredrik Hult / Per Nylin
14. 膽小男孩
作詞：増田貴久、作曲：手越祐也、編曲：中野雄太
15. MISO SOUP